# Achaetops pycnopygius
Az Achaetops pycnopygius a madarak osztályának verébalakúak (Passeriformes) rendjébe és a Macrosphenidae családba tartozó Achaetops nem egyetlen faja. Korábban az óvilági poszátafélék (Sylviidae) családjába sorolták.

## Rendszerezése
A fajt Philip Lutley Sclater angol ügyvéd és zoológus írta le 1852-ben, a Sphenoeacus nembe Sphenoeacus pycnopygius néven.

## Alfajai
- Achaetops pycnopygius pycnopygius (P. L. Sclater, 1853) – délnyugat-Angola partvidéke, észak- és közép-Namíbia;
- Achaetops pycnopygius spadix (Clancey, 1972) – délnyugat-Angola.

## Előfordulása
Afrika délnyugati részén, Angola és Namíbia területén honos. Természetes élőhelyei a szubtrópusi vagy trópusi magaslati füves puszták, sziklás környezetben, folyók és patakok környékén. Állandó, nem vonuló faj.

## Megjelenése
Testhossza 17 centiméter, testtömege 24-34 gramm.

## Életmódja
Rovarokkal, skorpiókkal táplálkozik.

## Szaporodása
Novembertől áprilisig költ.

## Természetvédelmi helyzete
Az elterjedési területe nagyon nagy, egyedszáma pedig stabil. A Természetvédelmi Világszövetség Vörös listáján nem fenyegetett fajként szerepel.